# Veres Péter (író)
Veres Péter (Balmazújváros, 1897. január 6. – Budapest, 1970. április 16.) író, politikus. A szegényparasztság érdekeiért fellépő népi íróként és politikusként 1945–1949 között a Nemzeti Parasztpárt elnöke, 1947–1948 között – kommunista nyomásra – földművelési helyett honvédelmi miniszter, a koalíciós idők (1945–1948) politikai életének egyik legnépszerűbb közéleti személyisége.

## Élete

### Gyermek és ifjúkora
Édesanyja Veres Julianna cselédlány, édesapja, Posta Péter gazdag paraszti családból származott, de szülei sohasem léptek házasságra, így ő anyja vezetéknevét kapta. Anyjával és mostohaapjával, Nagy Józseffel a Hortobágy folyó partján, a Vókonya tanyán élt  8 éves koráig. Négy évig Balmazújvárosban járt iskolába, de 12 éves korától már dolgozott: kisbojtár, napszámos, részes arató volt, majd 1913-tól vasúti pályamunkás.
1914-től bekapcsolódott az alföldi agrárszocialista mozgalmak munkájába, tagja lett a Földmívelő Egyletnek. Az Egyletnél szerezte meg kommunista műveltségének alapjait: olvasta a Népszavát, Marx, Engels, Zola, Anatole France, Gorkij, Rousseau, Tolsztoj műveit.

### Első világháború, forradalmak
Az első világháború idején, 1917-ben katona, telefonos az olasz fronton. 1918-ban a köztársasági hadsereg katonája. A magyarországi Tanácsköztársaság idején a balmazújvárosi földosztó bizottság, a munkástanács és a községi direktórium tagja lett. 1919-ben kötött házasságot Nádasdi Juliannával, akinek tőle öt gyermeke született, közülük a legidősebb fia, Nádasdi Péter 1920-ban jött a világra, és szintén író lett belőle. A házasságkötése évében, 1919 májusában Veres Péter román hadifogságba esett.

### A Horthy-korszakban (1920–1945)
1920-ban a hadifogságból hazatérve a Tanácsköztársaság alatt folytatott tevékenységéért egyévi fogházra ítélték Debrecenben. Kiszabadulása után mezei munkásként és pályamunkásként kereste kenyerét. A Magyarországi Földmunkások Országos Szövetségében tevékenykedett. Alapító tagja volt a Magyarországi Szociáldemokrata Párt balmazújvárosi szervezetének. Mozgalmi munkája miatt többször lefogták a csendőrök.
Első írása a Századunk című folyóiratban jelent meg, Vámbéry Rusztem közölte olvasói levelét. 1930-tól jelentek meg a parasztsággal és a földkérdéssel foglalkozó írásai a baloldali és haladó lapokban (Népszava, Föld és Szabadság, Századunk, Korunk, Gondolat, A Mi Utunk, Válasz, Kelet Népe). 1931-ben részt vett a szociáldemokrata párt országos kongresszusán. Több ekkor írt regényének kézirata elveszett, legkorábbi műve, az Aszály című regény csak halála után került kiadásra (1972). Cikkek, tanulmányok prózai művek mellett verseket is írt. 1932-ben elbeszélései jelentek meg a Korunkban, ugyancsak a Korunk közölte verseit is (1933). Első jelentős műve az Alföld parasztsága című szociográfia; a Válasz 1934-ben közölte két fejezetét, könyvalakban 1936-ban jelent meg. Ezzel vonta magára a Válasz körül csoportosuló népi írók, Erdei Ferenc, Féja Géza, Illyés Gyula, Kovács Imre figyelmét; 1937-ben már a Márciusi Front egyik vezetője. 1943-ban a népi írók által rendezett balatonszárszói konferencia egyik szónoka volt.

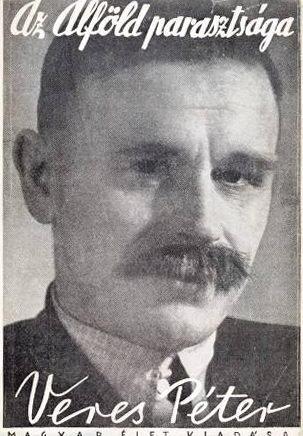
Könyve 1942-es kiadásának borítóján

Szenvedélyes hangú publicisztikai írásokban nyilvánított véleményt a kor legégetőbb társadalmi kérdéseiről (földkérdés, német veszély, népi-urbánus ellentét, a magyarságért, a nemzet sorsáért érzett felelősség): Szocializmus, nacionalizmus (1939); Mit ér az ember, ha magyar (1940); Népiség és szocializmus (1942). A népi írók táborán belül a falusi szegénység szószólója volt. de hatottak rá a korproblémákat jelző faji és nacionalista nézetek is. A 30-as évek vége felé szoros kapcsolatot tartott a baloldali mozgalmakkal szemben a korabeli értelmiség körében hatalmas népszerűségnek örvendő, legnagyobb hatású szervezettel, az akkor erős népi szárnnyal és szociális programmal rendelkező Turul Szövetséggel és a hasonló, a szegényparasztság problémáit a magyar faj védelmével összekötő szélsőjobboldali mozgalmakkal. 1939-ben tiszteletbeli idősebb taggá, „dominus”-szá választották, több népi íróval együtt, és elmélyült kapcsolata a Turul népi szárnyával. Egyik fő képviselője a népi írók által ekkor formálódó harmadik utas politikának, mely mind az internacionalistának tartott kommunizmust, mind a német hatalmi törekvéseket szolgáló nácizmust elutasította, és hangsúlyozottan magyar szocializmust akart, határozottan etnikai alapon, a magyarság német és zsidó befolyás elleni védelmének igényével. (Ekkori elgondolásainak nagy részét az 1947 után kiépülő szovjet típusú rendszer idején maga is bírálta.) Folyóiratokban, napilapokban közölt verseken, elbeszéléseken, cikkeken kívül nagyobb művekkel is jelentkezett: Számadás (1937), Gyepsor (1940), Falusi krónika (1941), Szűk esztendő (1942). Regényeinek, elbeszéléseinek alig van cselekménye, félig szociográfiák, félig önéletrajzok, középpontjukban a napszámos élet, az alföldi agrárproletár, a kisbérlő létért való küzdelme áll, szinte tudományosan pontos, tárgyszerűen aprólékos naturalizmussal ábrázolva. A második világháború alatt háromszor hívták be munkaszolgálatra, 1944-ben bujkálnia kellett a németek és a nyilasok elől.

### 1945 után

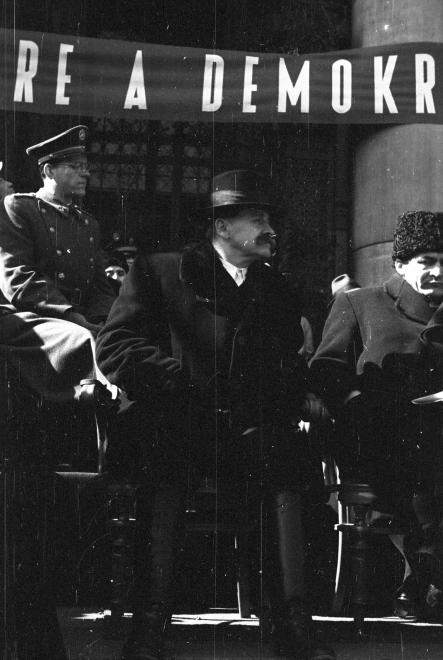
Veres Péter 1947-ben, a március 15-i ünnepségen a Parlament előtt honvédelmi miniszterként, jobbszélen Erdei Ferenc

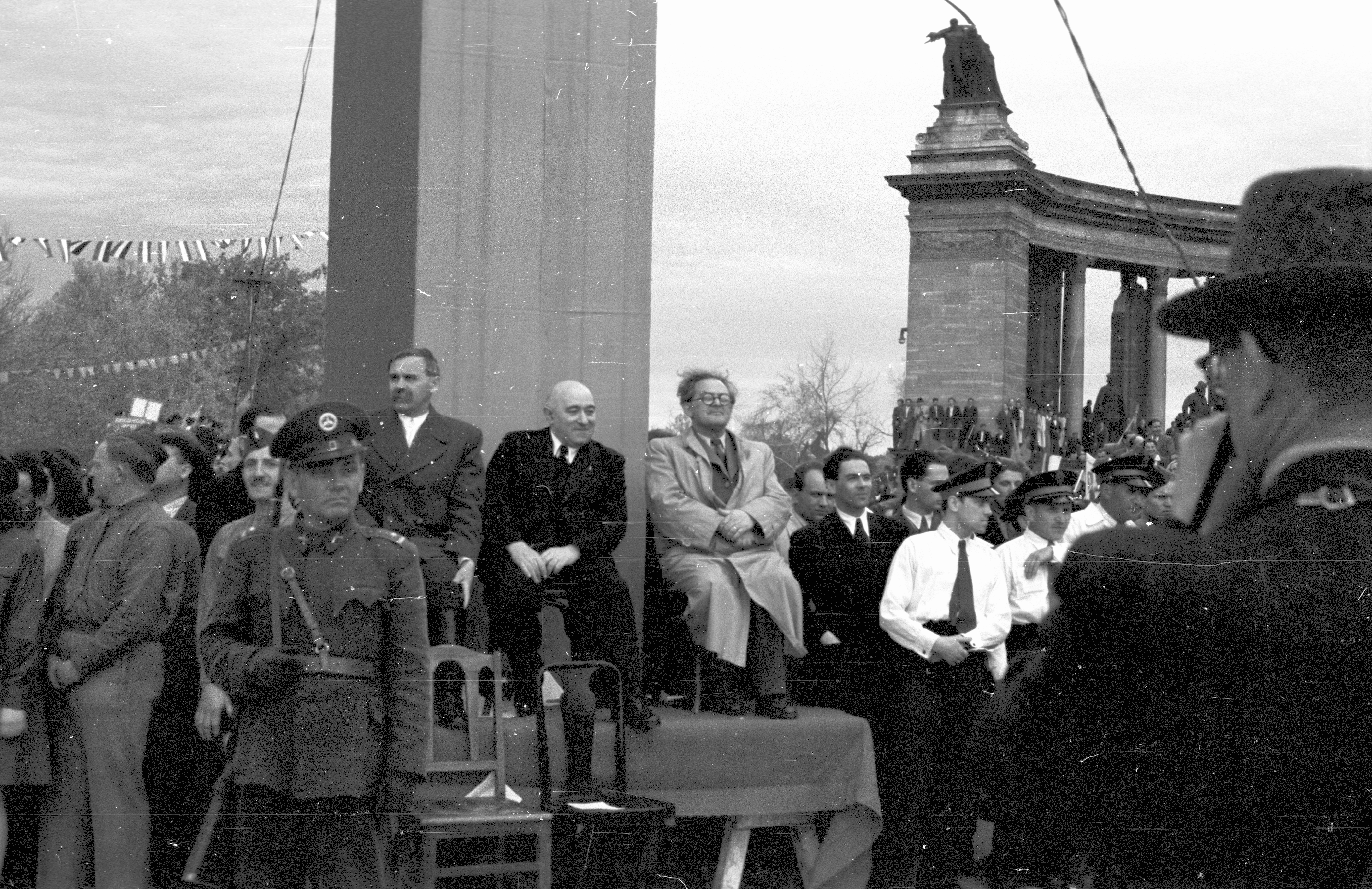
1947. május 1-i ünnepség, Hősök tere. Az emelvényen a koalíciós pártok vezetőiként (balról) Veres Péter, Rákosi Mátyás, Szakasits Árpád

1945–1949 között a Nemzeti Parasztpárt elnöke volt. 1945 márciusában az Országos Földbirtokrendező Tanács elnökeként irányító szerepet játszott a földreform végrehajtásában. A koalíciós idők (1945–1948) politikai életének egyik legnépszerűbb közéleti személyisége. 1947. március 14-étől 1948. szeptember 9-éig honvédelmi miniszter – kényszerűségből, mivel a kommunisták a földművelési tárcát nem engedték a Parasztpártnak.
A politikában elsősorban a szegényparasztságot kívánta képviselni. Világnézetének polgárellenessége, nemzetközpontú szocializmus-képe közös pont volt a kommunista eszményekkel. Meggyőződéses híve volt a társadalom szocialista átalakulásának, ha ebben a kérdésben voltak is viták közte és a kommunista párt között.
1946-ban a Nemzeti Paraszt Párt nagyválasztmányán a kommunista párttal való együttműködést támogatja: „Együtt kell menni a munkásosztállyal még akkor is, ha az együtthaladás során adódnak konfliktusok.” 1947-ben, a szovjeteknek a magyar többpártrendszeri politikába történő első erőszakos beavatkozásakor Kovács Bélát, az FKGP elnökét elrabolták, a parasztpárt Veres melletti másik vezéralakja, Kovács Imre tiltakozásul kilépett, és elmenekült az országból. Amikor ezután a Magyar Közösség koncepciós perben gyakorlatilag megsemmisítették az FKGP vezetését, Veres a törvénytelenségek ellenére kitartott a kommunistákkal való együttműködés, így a Baloldali Blokkban maradás mellett. 1945–47 közötti lojalitásának köszönhetően a Magyar Közösség per idején sem volt érdekük Veres eltávolítása.
1948-as A paraszti jövendő című könyvében még az egyéni gazdálkodást népszerűsítette a szovjet mintájú kolhozosítással szemben. Ezzel néhány hét alatt kihullott a politikai élet első vonalából.
Évek múlva viszont az 1956 előtti kollektivizálási politika hibái ellenére is a mezőgazdaság szövetkezetesítését támogatta. 1954-ben lett a Magyar Írószövetség elnöke. Az 1953-tól, Sztálin halálát követő szovjet irányváltás hatására a kommunista keményvonalasok és reformkommunisták közt megélénkülő küzdelmek párton kívüliként elkerülték, a mellőzött népi írók megszólalását, az írói autonómia növelését célzó lépéseket támogatta, de a reformkommunisták rákosista múltja és neofita buzgósága taszította. Ugyanakkor bízott abban, hogy a kommunisták kijavítják hibáikat, és alkalmasnak tartotta őket az ország vezetésére.

### Az 1956-os forradalom alatt
1956. szeptember 17-én az Írószövetség közgyűlésén a 25 fős elnökségbe 6 nem párttag népi írót is beválasztottak, Veres Pétert megerősítették elnöki pozíciójában. 1956. október 23-án a Bem-szobornál zajlott százezres tüntetésen Veres Péter olvasta fel a Írószövetség határozatát, amelyben követelték Nagy Imre visszatérését a kormányba. A tömeg követelései viszont már aznap túlléptek az általa képviselt óvatos reformista állásponton. A forradalmat lelkesedéssel, a fegyveres felkelők harcát aggódással fogadta.  
...csuda nap, csuda esemény: íme a forradalom. Petőfi: Feltámadott a tenger! [...] De, ó, most hallom a rádióból 24-én reggel, hogy vér is folyt [...] ó, hallgatag, gyermeteg magyar népem, sokáig aludsz, és aztán elveszíted a fejed” – írta naplójába.
23-án este ott volt a Parlamentben, amikor a reformista írók a kommunista politikusokkal Nagy Imrét várták. A jelenlévő Sinkovits Imre visszaemlékezése szerint „Nagy Imre végül megérkezett. Mekis, Hidas meg Erdei ültek velünk szemben az asztalnál. Ott volt Veres Péter, Devecseri Gábor, sok más író. Veres Péter követelte, hogy valamit mondjanak a népnek. Ugye, elhangzott már az a szerencsétlen Gerő-beszéd. Általában sok szerencsétlen beszéd hangzik el történelmünk során, még napjainkban is. Mire az akkori elvtársak közül vagy Mekis, vagy Hidas – már nem tudom pontosan – azt mondta: a maguk csürhéje, maguk hozták ide, maguk vigyék el!. Én Péter bácsit életemben egyszer, akkor láttam indulatosnak. Azt mondta: amikor a voksunk kell, akkor derék, magyar választópolgár elvtársak vagyunk, most meg csürhe!? Ezután beszélt az erkélyről Nagy Imre.”
Október 27-én Benjámin László, Déry Tibor, Háy Gyula, Illyés Gyula és Zelk Zoltán mellett aláírója egy művészmemorandumnak, melyben az ingadozó Nagy Imrét fegyverszünet meghirdetésére kérik. A forradalom alatt és az ellenállás időszakában írószövetségi elnökként józan, megfontolt irányt képviselt, személyét sok különböző csoport elfogadta. Vezetésével az Írószövetség a forradalom leverése utáni hetekben is hitelesen képviselte a reformeszméket.

### A Kádár-korszakban (1956–1970)

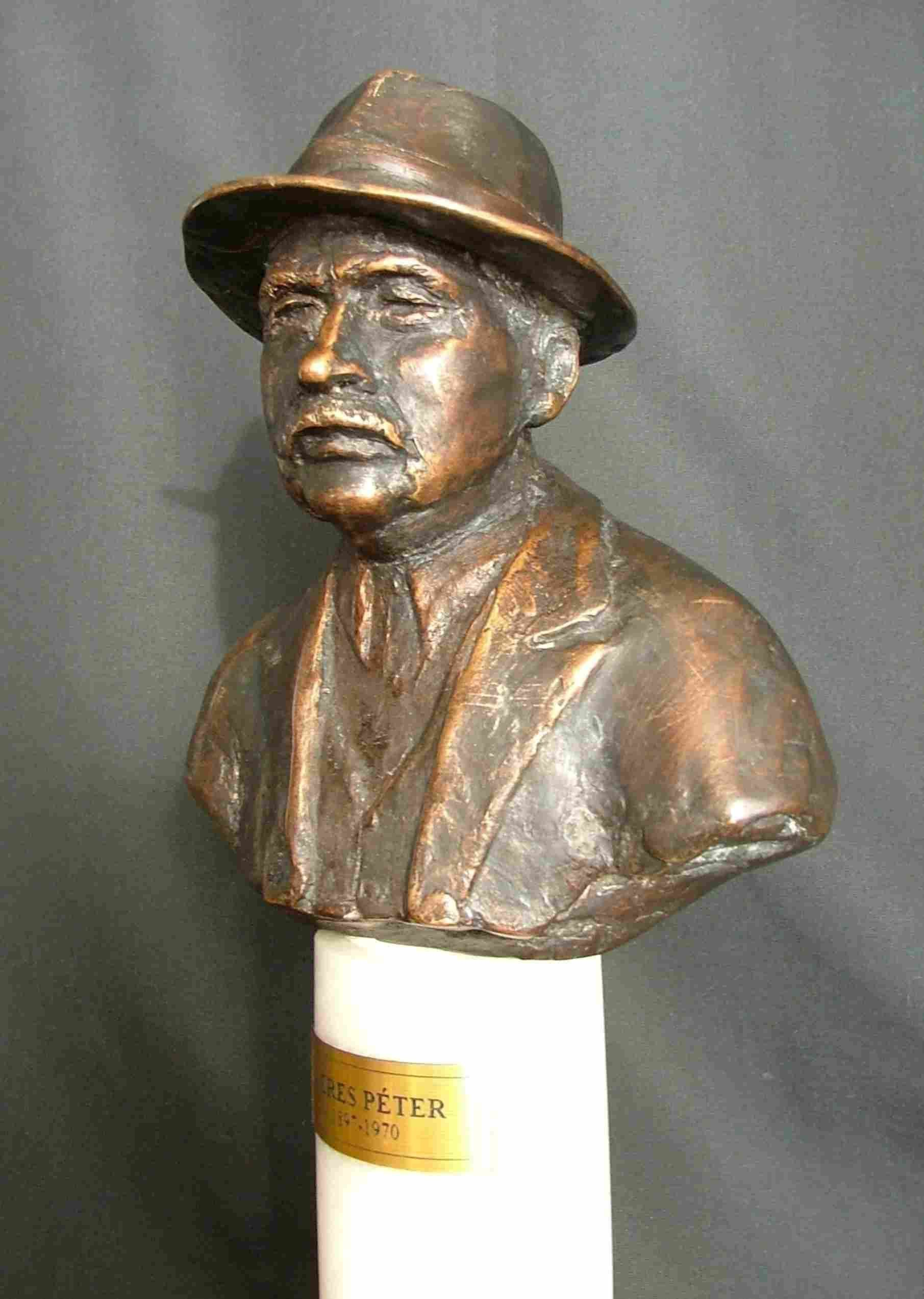
Juha Richárd kisplasztikáján

1956-ban készült el Budán Gárdonyi Géza úti háza, ahol haláláig lakott. A Nemzeti Parasztpárt újjáalakításakor (mint Petőfi Párt) minden korábbi párttisztségéről lemondott (formálisan ugyanis még mindig ő volt a párt elnöke). A kádári hatalommal végül is megkötötte a maga kiegyezését, elfogadta a hatalom bírálatát a népiekről és a neki juttatott közéleti funkciókat, miközben igyekezett lehetőségeit a rendszer keretein belül a népi írók és értékrendjük minél kiterjedtebb képviseletére, illetve szükség esetén bajba jutott írótársai megsegítésére felhasználni. Közben folyamatosan írt és adták ki köteteit. 1968-tól a Hazafias Népfront Elnökségének tagja volt. Ekkoriban a hivatalos párt irányvonalhoz kapcsolódva a nyugati kulturális hatásokat (pl. tánczene, „nyegle beszéd”), az anyagi javakra törő „kispolgárokat” elítélte, a puritán paraszti erkölcsök és a népi hagyományok megtartására szólított fel.

## Írói munkássága
Olvasónaplója, naplójegyzetei, közírásgyűjteménye tanúsítják, hogy élete végéig sokat olvasó, állandóan művelődő ember volt. Sokoldalú munkásságát mindvégig a „népben, nemzetben gondolkodni” eszme jegyében fejtette ki, kényes kérdésekről is bátran szólt, példát adott a közéleti, elkötelezett írói magatartásból. Hatalmas levelezést folytatott, szinte az egész ország számára „Péter bácsi” volt. Írótársai találóan nevezték rendkívüli egyénisége miatt „egyszervolt-ember”-nek. 1954–1956-ban az Írószövetség elnöki tisztét töltötte be. Műveit 17 nyelvre fordították le. Emlékműsorát a Magyar Televízió 1977-ben sugározta.
A szocializmus és a magyarság kérdéseivel foglalkozott mind politikai, mind irodalmi tevékenységében. Történelmi realistának nevezte magát. A Próbatétel című novelláskötetében (1950) az átalakuló, a kollektív életet kezdő falu új típusait rajzolta meg. A Pályamunkások című regénye (1951) önéletrajzi részlet, felidézi mint válik egy szedett-vedett bandából a munka embert formáló hatására közösség. Keményen bírálta a hivatali bürokráciát, az opportunizmust, a karrierizmust Almáskert című novellájában, 1954-ben. Ugyanakkor túlzott gyanakvással szemlélte a városi kispolgárt. Mindkét írása az erkölcsi kérdések iránti érzékenységét mutatja. A 3 nemzedék, végső címmel Balogh család története, a szegényparaszti élet enciklopédiája, 3 nemzedék és egyben a parasztság 20. századi históriája. A trilógia kötetei 1950-ben, 1952-ben és 1957-ben jelentek meg először.

## Művei

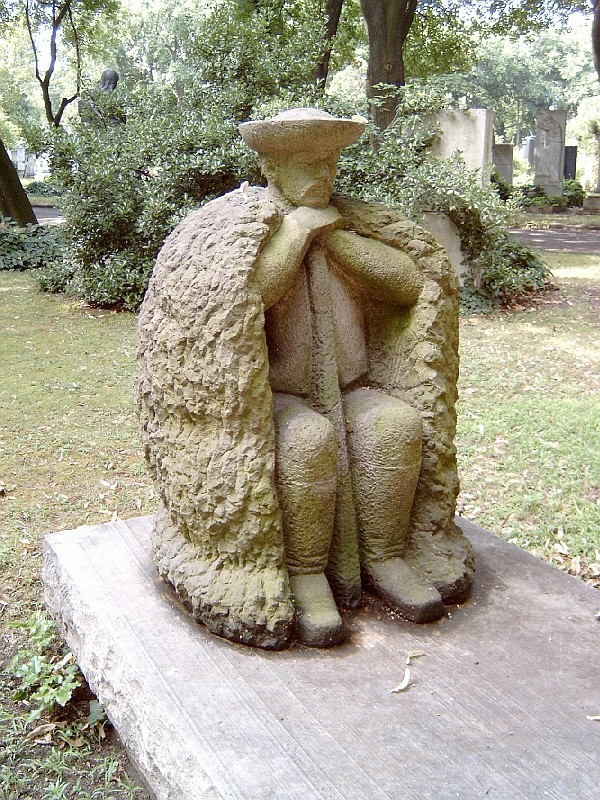
Veres Péter sírja Budapesten. Kerepesi temető: 34/2-1-18. Somogyi Árpád alkotása

- Az Alföld parasztsága; Oravetz, Bp., 1936 (Új magyar könyvtár)
- Számadás (regényes önéletrajz) – Révai, Budapest, 1937. 399 p.
- Szocializmus, nacionalizmus; MEFHOSZ, Bp., 1939
- Gyepsor (elbeszélések, versek), Budapest, 1940
- Mit ér az ember, ha magyar? – levelek egy parasztfiúhoz – Magyar Élet, Budapest, 1940. 287 p.
- Ember és írás (tanulmány), Budapest, 1941
- Falusi krónika; Magyar Élet, Bp., 1941
- Parasztsors – magyar sors; Magyar Élet, Bp., 1941 (Magyar társadalomtudományi könyvtár)
- Az Alföld parasztsága, Magyar Élet Kiadó, 1942
- Szűk esztendő; Magyar Élet, Bp., 1942
- Népiség és szocializmus, 1942
- Látófa. Levelek egy parasztfiúhoz. Részletek a szerző "Mit ér az ember, ha magyar" c. művéből; ill. Fáy Dezső; Stádium Ny., Bp., 1943 (Nemzeti könyvtár)
- A válság éveiből. Tanulmányok; Sarló, Bp., 1945
- Szabad ország, szabad munka; Sarló, Bp., 1945
- Kis kondás; Népi Ifjúsági Szövetség, Bp., 1947 (Népi ifjúság kiskönyvtára)
- Húsz év. Válogatott írások gyűjteménye; összeáll. Gombos Imre, Ohati Nagy László; Misztótfalusi, Bp., 1947
- A paraszti jövendő, Budapest, 1948
- Próbatétel (regény), Budapest, 1950
- Szolgaság (regény), Budapest, 1950
- Három nemzedék. 1. Szolgaság; Athenaeum, Bp., 1950
- Pályamunkások. Elbeszélés; Szépirodalmi, Bp., 1951
- Ukrajna földjén (napló), Budapest, 1951
- Tél a gyepsoron. Elbeszélések; Szépirodalmi, Bp., 1951 (Szépirodalmi kiskönyvtár)
- Három nemzedék. 2. Szegények szerelme; Szépirodalmi, Bp., 1952
- Szegények szerelme, (regény), Budapest, 1952
- Laci; ill. Szőnyi Gyula; Szépirodalmi, Bp., 1953 (Új magyar elbeszélések)
- Rossz asszony. Regény; Szépirodalmi, Bp., 1954 (Olcsó könyvtár)
- Almáskert. Elbeszélések; ill. Kass János; Szépirodalmi, Bp., 1954
- Útközben. Ország dolgáról, irodalomról; Szépirodalmi, Bp., 1954
- Közös gondjainkról; Magvető, Bp., 1955
- Asszonyhűség (elbeszélések), Budapest, 1957
- A Balogh család története. 3. János és Julcsa; Szépirodalmi, Bp., 1957
- Az ég alatt. Válogatott elbeszélések; vál., sajtó alá rend. Fábián Zoltán; Szépirodalmi, Bp., 1957
- A kelletlen leány (regény), Budapest, 1960
- A Balogh család története, 1-3.; Szépirodalmi, Bp., 1961
- Olvasónapló; Szépirodalmi, Bp., 1962
- Tiszántúli történetek, Budapest, 1962
- Számadás. Önéletrajz; 2. jav. kiad.; Szépirodalmi, Bp., 1963
- Az ország útján. Önéletírás 1944–1945; Szépirodalmi, Bp., 1965
- Évek során. Naplójegyzetek; Magvető, Bp., 1965
- Való világ. Válogatott elbeszélések; Szépirodalmi, Bp., 1966
- Bölcs és balgatag őseink, Budapest, 1968
- Jelenidő. Tanulmányok; Magvető, Bp., 1968
- Szülőhazám, "Hortobágy mellyéke"; Kossuth, Bp., 1968
- Veres Péter–Tüskés Tibor: Párbeszéd a Balatonról; Fonyódi Járási Tanács, Fonyód, 1968
- Őszi változatok; Szépirodalmi, Bp., 1969
- Napforduló (összegyűjtött elbeszélések), Budapest, 1970
- Történelmi jelenlét (cikkek, tanulmányok), Budapest, 1971
- Szárszó; szerk., bev. Nádasdi Péter; Magvető, Bp., 1971
- Aszály. Regény / Napszámos-énekek / Gyepsor; utószó Nádasdi Péter; Szépirodalmi, Bp., 1972
- Ha nem lehettél szálfa. Válogatott írások; vál. Katona Ádám; Kriterion, Bukarest, 1973
- A szocialista műveltségről; szerk. Kristó Nagy István; Kossuth, Bp., 1978
- Gondviselő társadalom; vál., szerk. Bata Imre; Magvető, Bp., 1979 (Gyorsuló idő)
- Olvasónapló, 1949–1953; sajtó alá rend., utószó Kristó Nagy István; Szépirodalmi, Bp., 1984 (Veres Péter munkái)
- Olvasónapló, 1953–1956; összeáll., sajtó alá rend. Kristó Nagy István; Szépirodalmi, Bp., 1986 (Veres Péter munkái)
- "Bérharcos" munkásmozgalom vagy "államépítő" szocializmus?; előszó, jegyz. Szigethy Gábor; Magvető, Bp., 1986 (Gondolkodó magyarok)
- Olvasónapló, 1956–1969; sajtó alá rend. Kristó Nagy István; Szépirodalmi, Bp., 1988 (Veres Péter munkái)
- Magyar megmaradás; Püski, Bp., 2000

## Díjai, kitüntetései
- Kossuth-érdemrend (első osztály) (1948)
- Kossuth-díj (1950, 1952)

## Emlékezete
- Szülővárosában, Balmazújvároson a helyi középiskola, a Veres Péter Gimnázium, Szakközépiskola és Szakképző névadója
- 1986-ban indult a Veres Péter Gimnázium Békásmegyeren
- 1963-ban indult győri Veres Péter Mezőgazdasági Szakképző Iskola és Kollégium
- 1990-től a III. kerület, Békásmegyeri lakópark Veres Péter Lakásfenntartó Szövetkezete
- Az ország több városában útat, utcát neveztek el róla, ezek az elnevezések a rendszerváltás után is megmaradtak.
- 1985-ben létrejött a Veres Péter Baráti Kör, jórészt olyan személyekkel, akik a Parasztpártban korábban tagsággal vagy valamilyen tisztséggel bírtak és köztük volt Veres István (Veres Péter fia) is. Egy idő után a Kör tagjai tágítani kívánták a tagság összetételét. Ezért meg a Hazafias Népfront keretei között megalakították – a Parasztpárt szellemi hagyományainak ápolására – a Veres Péter Társaságot. Ügyvezető elnöke S. Hegedűs László, titkára Kónya László volt, és a vezetőségben fontos szerepet játszott Márton János, a HNF Országos Tanácsának egyik alelnöke. A társaság tagjai művelődési házakban, könyvtárakban tartott rendezvényein igyekeztek ápolni a népi írók hagyományait, emellett sokat foglalkoztak a mezőgazdaság és a parasztság aktuális problémáival.[9]